# Turquía en los Juegos Olímpicos de Los Ángeles 1984
Turquía estuvo representada en los Juegos Olímpicos de Los Ángeles 1984 por un total de 46 deportistas, 45 hombres y una mujer, que compitieron en 10 deportes.
El portador de la bandera en la ceremonia de apertura fue el atleta Mehmet Yurdadön.

## Medallistas
El equipo olímpico turco obtuvo las siguientes medallas:
| Nombre       | Deporte     | Competición |
| ------------ | ----------- | ----------- |
| Oro          |             |             |
| —            |             |             |
| Plata        |             |             |
| —            |             |             |
| Bronce       |             |             |
| Eyüp Can     | Boxeo       | 51 kg M     |
| Turgut Aykaç | Boxeo       | 57 kg M     |
| Ayhan Taşkın | Lucha libre | +100 kg M   |